# Mitchell Baker

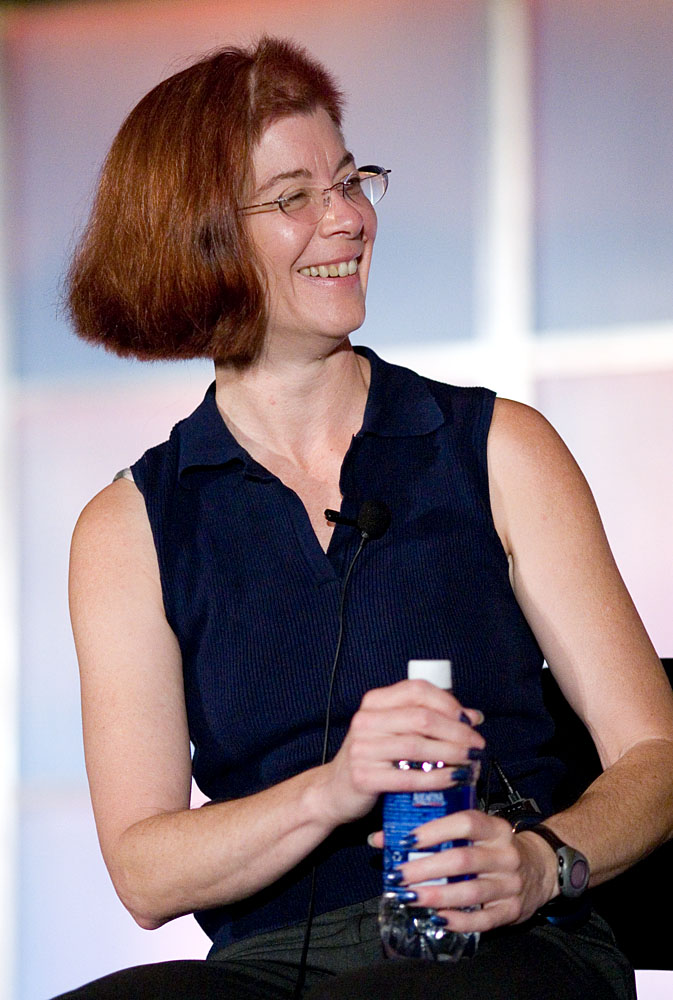
Mitchell Baker (2005)

Winifred Mitchell Baker (* 1959 in Berkeley, Kalifornien) ist eine US-amerikanische Juristin und Managerin. Sie ist die Vorstandsvorsitzende der Non-Profit-Organisation Mozilla Foundation und deren Tochtergesellschaft Mozilla Corporation. Das Software-Unternehmen mit Sitz in Mountain View, Kalifornien, entwickelt und vertreibt beispielsweise den Webbrowser Mozilla Firefox und das E-Mail-Programm Mozilla Thunderbird.

## Leben und Werk
Baker erhielt 1979 ihren Bachelor of Arts in asiatischen Studien an der University of California, Berkeley. 1987 promovierte sie in Rechtswissenschaften an der dortigen Boalt Hall School of Law. Im selben Jahr begann sie ihre Arbeit in der Rechtsanwaltskammer von Kalifornien. In den Jahren 1990 bis 1993 war sie in der Anwaltskanzlei Fenwick & West LLP für Urheberrechtsschutz tätig, wo sie als Anwältin für Hightech-Firmen arbeitete. Von November 1993 bis Oktober 1994 war sie in der Rechtsabteilung von Sun Microsystems beschäftigt. Im November 1994 wurde sie eine der ersten Angestellten der Rechtsabteilung der Netscape Communications Corporation. Von 1999 bis 2001 war Baker als Leiterin für Mozilla verantwortlich, dem damaligen Open-Source-Projekt von Netscape.
Nachdem AOL die Entwicklung des Netscape-Browsers 2003 eingestellt hatte, förderte sie dieses Projekt weiter, indem sie half, die freie Non-Profit-Organisation Mozilla Foundation zu entwickeln. Sie wurde im selben Jahr zur Präsidentin der Stiftung gewählt. 2005 war sie Mitbegründerin der Mozilla Corporation und wurde in Folge zu deren CEO gewählt. Anfang 2008 trat sie als CEO der Mozilla Corporation zurück und übergab die Geschäftsführung an den Chief Operation Officer John Lilly – ihren Sitz im Aufsichtsrat behielt sie. Im April 2020 löste sie Chris Beard als CEO der Mozilla Corporation erneut ab. Sie engagiert sich weiterhin für die Bereiche Web-Standards und Sicherheit.
Seit November 2002 setzt sich Baker ehrenamtlich bei der Open Source Applications Foundation ein.
2018 bekam Baker ein Jahresgehalt in der Höhe von 2,4 Millionen US-Dollar, womit sich dieses im Vergleich zu den letzten Jahren verdoppelt hat. Nachdem Baker 2020 in ihre Rolle als CEO der Mozilla Corporation zurückkehrte, erhöhte sich ihr Gehalt auf mehr als 3 Millionen US-Dollar. 2021 stieg ihr Gehalt nochmals auf ca. 5,5 Millionen um 2022 weiter auf 6,9 Millionen US-Dollar zu steigen. Die Höhe von Bakers Gehalt führte in Zusammenhang mit dem Rückgang der Zahlungen durch Google als auch mit dem fortlaufend sinkenden Marktanteil der Mozilla Produkte (hier im Speziellen von Firefox) zu großen Kontroversen, als dass ihr Gehalt für die erbrachte Leistung, als unangemessen hoch beschrieben wurde. Zudem würden die Leiter anderer vergleichbarer, nicht auf betriebswirtschaftlichen Gewinn ausgelegter Einrichtungen (z. B. Ton Roosendaal als Vorsitzender der Blender Foundation) wesentlich weniger Gehalt bekommen.

### Privatleben
Mitchell Baker ist verheiratet und hat einen Sohn.

## Ehrungen
- Im Jahr 2005 wurde Baker vom Time Magazine zu einem der 100 einflussreichsten Menschen der Welt gewählt.
- 2010 erhielt sie auf der DLD-Konferenz den Aenne Burda Award.[8]
- 2012: Aufnahme in die Internet Hall of Fame unter der Rubrik „Innovators“
- 2022: Mitglied der American Academy of Arts and Sciences